# ロゾリーナ
ロゾリーナ（伊: Rosolina）は、イタリア共和国ヴェネト州ロヴィーゴ県にある、人口約6,200人の基礎自治体（コムーネ）。

## 地理

### 位置・広がり

#### 隣接コムーネ
隣接するコムーネは以下の通り。括弧内のVEはヴェネツィア県所属を示す。
- キオッジャ (VE)
- ロレーオ
- ポルト・ヴィーロ

### 気候分類・地震分類
ロゾリーナにおけるイタリアの気候分類 (it) および度日は、zona E, 2276 GGである。
また、イタリアの地震リスク階級 (it) では、zona 3 (sismicità bassa) に分類される。

## 行政

### 分離集落
ロゾリーナには、以下の分離集落（フラツィオーネ）がある。
- Albarella, Ca' Morosini, Norge, Rosolina Mare, Volto

## 姉妹都市
- 太倉市、中華人民共和国
- モースバッハ、ドイツ 2016年